# 蜂岩镇
蜂岩镇，是中华人民共和国贵州省遵义市凤冈县下辖的一个乡镇级行政单位。

## 行政区划
蜂岩镇下辖以下地区：
一品泉社区、巡检村、龙井村、赵坪村、桃坪村、小河村、中枢村和朱场村。